# Kangchendzönga
Der Kangchendzönga (tibetisch གངས་ཆེན་མཛོད་ལྔ Wylie gangs chen mdzod lnga་, Nepali कञ्चनजङ्घा Kañcanjaṅghā, Hindi कंचनजंघा Kañcanjaṅghā, Aussprache in den letzten zwei Fällen Kantschandschanga, daher die englische Schreibweise Kangchenjunga; im deutschen Bergsteigerjargon oft Kantsch genannt) ist mit 8586 m der dritthöchste Berg der Erde und der am östlichsten gelegene Achttausender.
Über seinen Gipfel verläuft die Grenze zwischen Nepal und dem indischen Bundesstaat Sikkim. Seit dem Anschluss des ehemaligen Königreichs Sikkim an die Indische Union im Jahr 1975 ist er der höchste Berg Indiens, noch vor der Nanda Devi.
Bis 1852 glaubte man, der Kangchendzönga sei der höchste Berg der Erde. Erst die Berechnungen der trigonometrischen Vermessung Indiens durch die Briten 1849 bewiesen, dass Mount Everest und K2 noch höher sind und der Kangchendzönga damit der dritthöchste Berg der Erde ist.
Der Kangchendzönga wurde am 25. Mai 1955 von George Band und Joe Brown erstmals bestiegen. Die Briten ehrten den Glauben der Bewohner Sikkims, die den Gipfel als heiligen Berg verehren, indem sie einige Schritte vor dem eigentlichen Gipfel Halt machten. Viele erfolgreiche Besteigungen hielten sich seither an diese Tradition. Bergsteigerische Schwierigkeiten bieten die letzten Höhenmeter nicht mehr.

## Name
Der Name Kangchendzönga stammt aus dem Tibetischen und besteht aus den vier Wörtern (in der Umschrift nach Wylie) gangs „Schnee“, chen „groß“, mdzod „Schatzkammer“ und lnga „fünf“, was mit „Die fünf Schatzkammern des großen Schnees“ übersetzt werden kann. Damit könnten entweder die fünf höchsten Gipfel oder, nach G. O. Dyhrenfurth, die fünf Hauptgletscher des Berges gemeint sein.
Im Pāñcthare-Dialekt des Limbu heißt der Berg phɔktaŋluŋma, was „Stein mit Schultern“ bedeutet.

## Die Gipfel

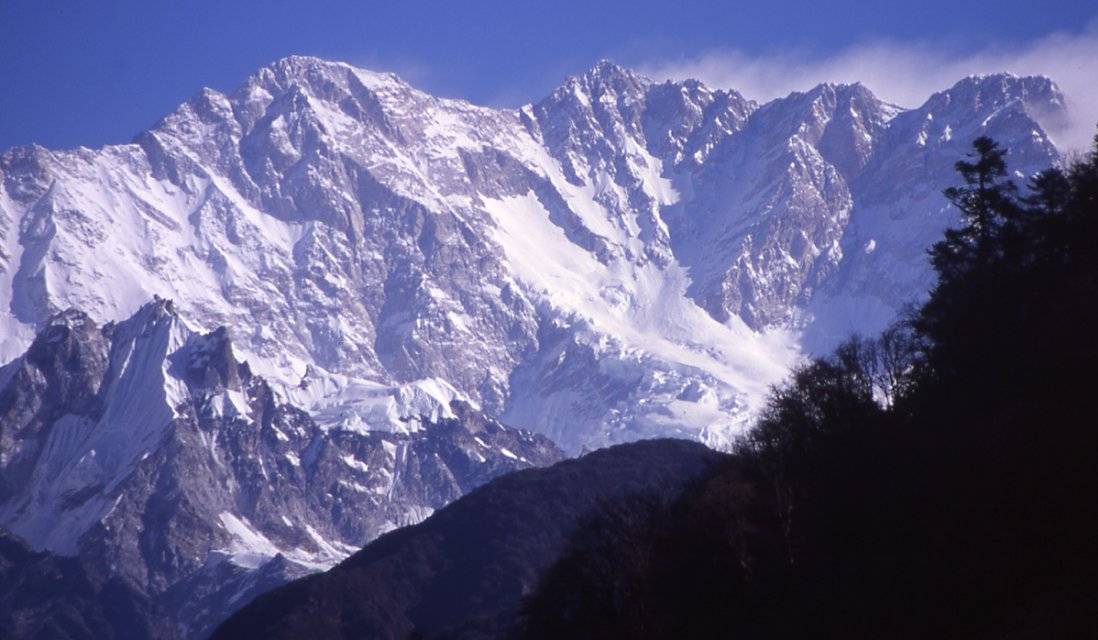
V. l. n. r.: Westgipfel, Hauptgipfel, Mittelgipfel, Südgipfel

Der Kangchendzönga ist der einzige Achttausender, bei dem außer dem Hauptgipfel noch drei weitere Gipfel eine Höhe von mehr als 8000 m erreichen. Die (vermutlich) namensgebenden fünf Gipfel des Kangchendzönga sind:
| Gipfel                                  | Höhe   | Schartenhöhe |
| --------------------------------------- | ------ | ------------ |
| Kangchendzönga                          | 8586 m | 3922 m       |
| Kangchendzönga-Westgipfel (Yalung Kang) | 8505 m | 135 m        |
| Kangchendzönga-Südgipfel                | 8476 m | 116 m        |
| Kangchendzönga-Mittelgipfel             | 8473 m | 63 m         |
| Kangbachen Peak                         | 7902 m | 103 m        |

### Weitere Berge des Massivs
Vom Hauptgipfel des Kangchendzönga gehen vier lange Bergkämme x-förmig in alle Himmelsrichtungen ab: Nord- und Westgrat beginnen am Hauptgipfel. Nach Südosten verläuft ein nahezu waagerechter Grat über den Mittel- zum Südgipfel, an dem sich Süd- und Ostgrat verzweigen. Das Kangchendzönga Himal hat 16 Gipfel mit einer Höhe von mehr als 7000 m.
- Der Westgrat verläuft auf nepalesischer Seite über Westgipfel und Kangbachen bis zum 7710 m hohen Jannu.
- Der Ostgrat endet schließlich am Siniolchu (6888 m) in Sikkim.
- Der Südgrat verläuft über Kabru Nord (7338 m), Kabru Süd (7316 m) und die bis zu 6678 m hohen Rathong-Gipfel. Er bildet die Grenze zwischen Nepal und Indien.
- Die Gipfel des Nordgrates liegen ebenfalls auf der Grenze. Der Nordgrat erstreckt sich über den Nebengipfel Kangchendzönga Nord (7741 m), die Twins und den Tent Peak bis zum Jongsong La, einem 6120 m hohen Pass an der Grenze zu Tibet.

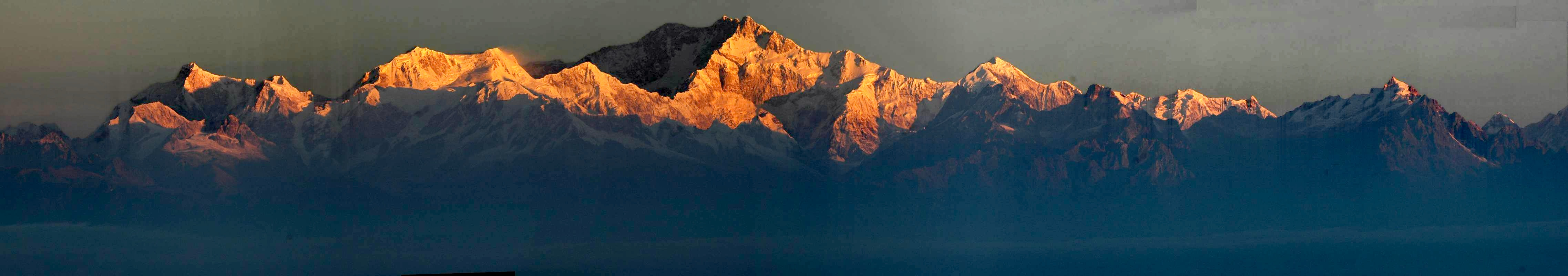
Blick aus Süden vom Tiger Hill (Darjeeling): In der Sonne der Südgipfel und Süd- und Ostgrat, im Schatten links über dem Südgipfel die drei anderen 8000er-Gipfel, ganz links, ebenfalls im Sonnenlicht, der Jannu

## Besteigungsgeschichte

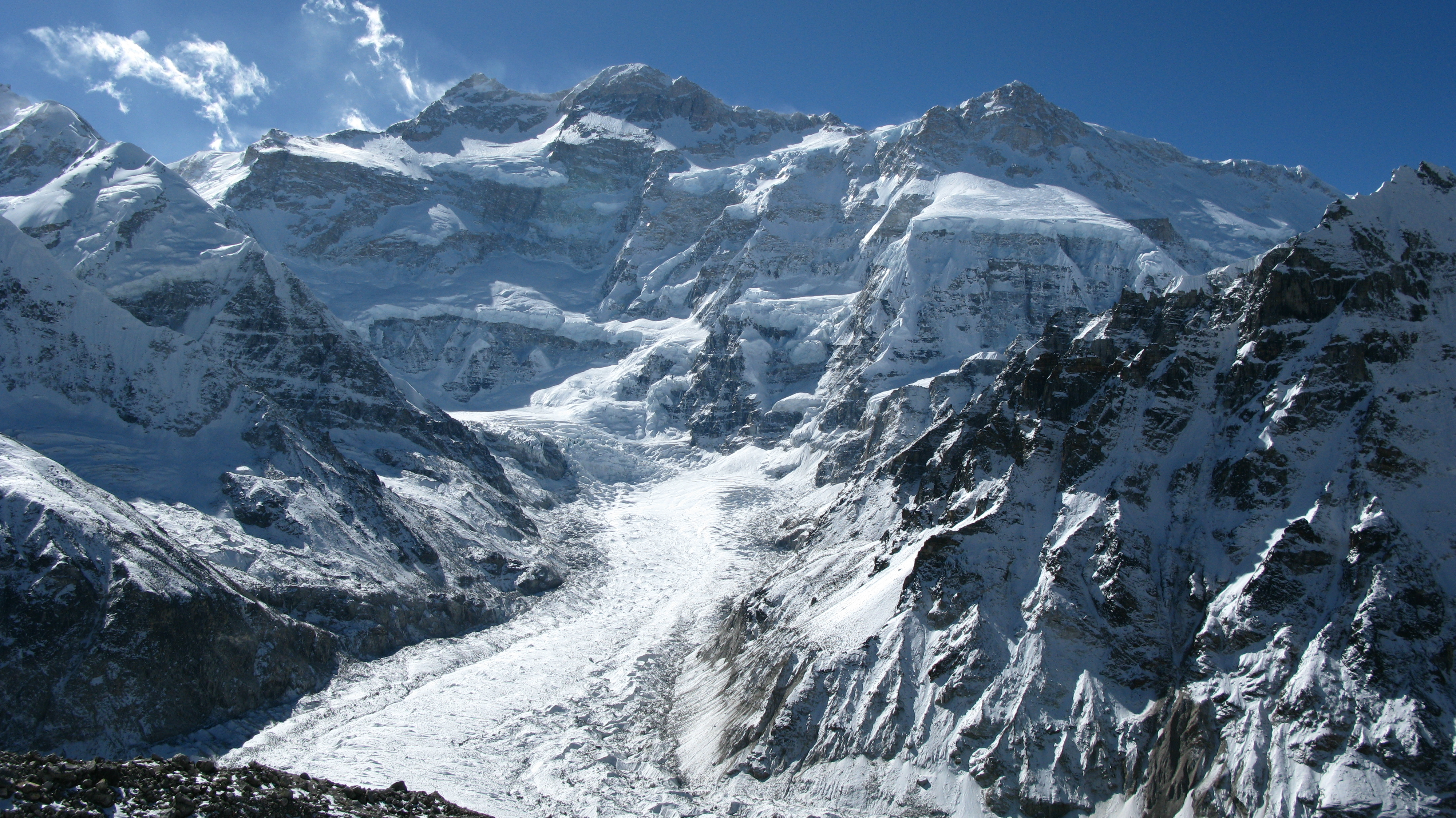
V. l. n. r.: Nordwand des Kangchendzönga mit Hauptgipfel, Westgipfel und Kangbachen

Im Jahr 1905 leitete Aleister Crowley die erste Expedition, die die Besteigung des Kangchendzönga versuchte. Sie erreichten eine Höhe von etwa 6500 m. Vier Mitglieder der Gruppe wurden durch eine Lawine getötet. 1929 erreichte eine deutsche Expedition unter der Leitung von Paul Bauer am Nordostgrat eine Höhe von 7400 m, bevor sie von einem fünf Tage dauernden Sturm zur Umkehr gezwungen wurde. Ein Jahr später fand bereits die zweite deutsche Expedition statt, diesmal unter der Leitung von Günter Dyhrenfurth und Ulrich Wieland. Sie wählte eine Route über die Nordflanke und scheiterte an der schlechten Witterung und einem Schneesturm. 1931 musste eine weitere Expedition unter Leitung von Bauer, die wieder die Route von 1929 versuchte, in einer Höhe von ca. 7700 m wegen extremer Lawinengefahr abgebrochen werden. In den folgenden Jahren verschob sich das Interesse des deutschen Expeditionswesens vom Kangchendzönga auf den Nanga Parbat. Insgesamt wurden von 1932 bis 1939 fünf Deutsche Nanga-Parbat-Expeditionen durchgeführt.
Am 25. Mai 1955 gelang George Band und Joe Brown, Mitglieder einer britischen Expedition unter der Leitung von Charles Evans, auf einer Route durch die Südwestflanke die Erstbesteigung des Hauptgipfels. 10 Tage nach der Erstbesteigung des Makalu war dies die siebte Erstbesteigung eines Achttausenders. Nur einen Tag später standen mit Norman D. Hardie und Antony H. R. Streather zwei weitere Expeditionsmitglieder auf dem Gipfel.

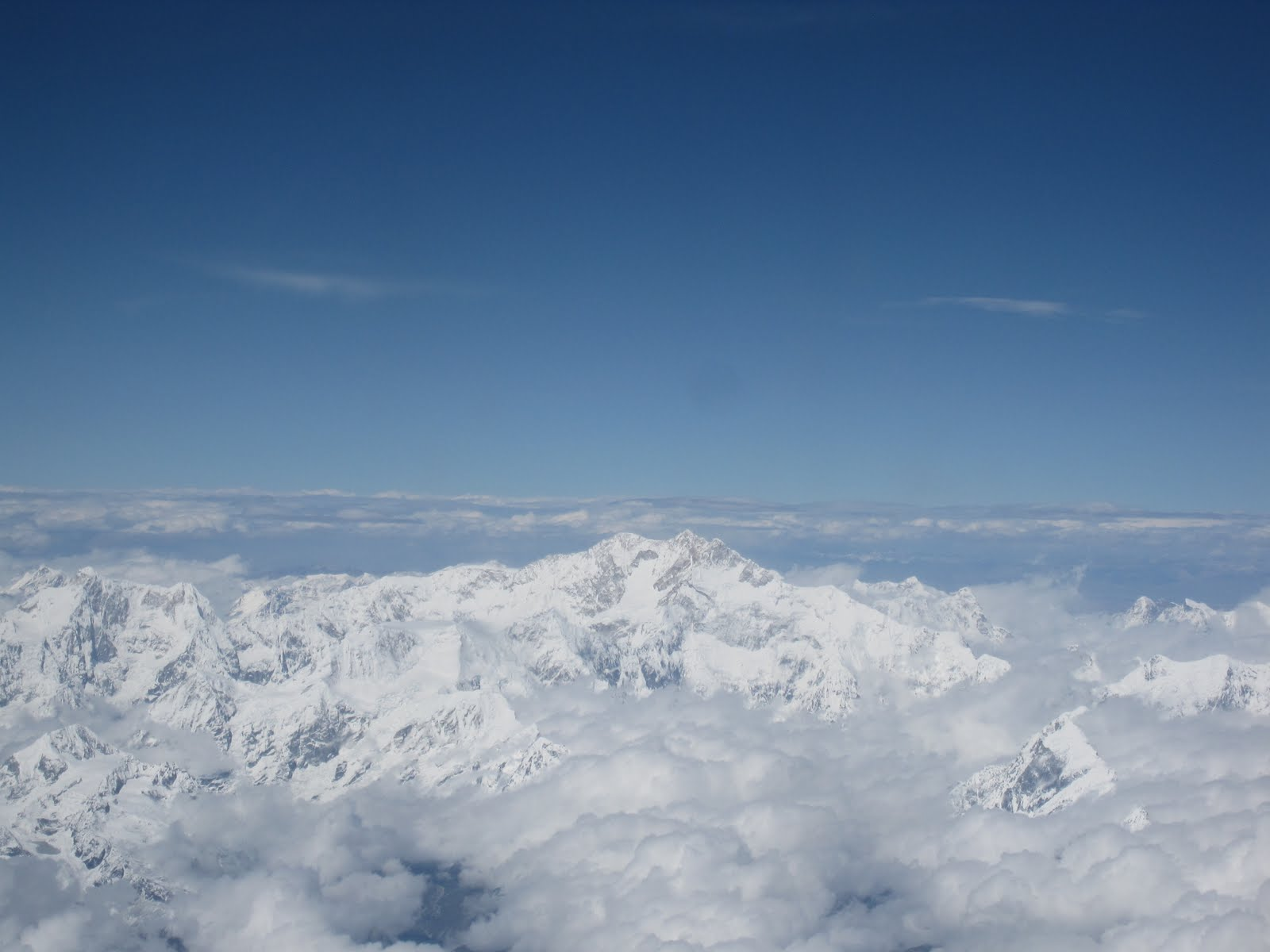
Luftbild des Kangchendzönga-Massivs von Süden

1979 gelang Doug Scott, Peter Boardman und Joe Tasker die erste Besteigung des Hauptgipfels ohne Flaschensauerstoff. Dabei eröffneten sie eine neue Route über den Nordgrat. Vier Jahre später war der Franzose Pierre Béghin der erste, der den Gipfel solo und ohne Flaschensauerstoff erreichte. Am 11. Januar 1986 schafften Jerzy Kukuczka und Krzysztof Wielicki die erste Winterbegehung. Drei Jahre später überschritt eine russische Expedition (u. a. Anatoli Bukrejew) erstmals alle vier Gipfel über 8000 m, wobei zwei Teams in entgegengesetzter Richtung vorgingen.
In den 1990er Jahren waren vor allem die Besteigungsversuche von Frauen bedeutsam. Bis dahin hatte es keine Frau auf den Gipfel geschafft. Im Jahr 1991 starben die Bergsteigerinnen Marija Frantor und Joze Rozman am Berg, ihre Körper wurden später unterhalb der Gipfelwand gefunden. Im folgenden Jahr kam die zu diesem Zeitpunkt erfolgreichste Bergsteigerin, Wanda Rutkiewicz, ums Leben, nachdem sie es trotz aufziehenden Sturms abgelehnt hatte, abzusteigen. 1998 wurde Ginette Harrison die erste Frau, die den Gipfel erreichen konnte. Ein Jahr später starb sie am Dhaulagiri in einer Lawine.
Die zweite Frau auf dem Gipfel war die Österreicherin Gerlinde Kaltenbrunner. Am 14. Mai 2006 erreichte sie diesen gemeinsam mit anderen Bergsteigern, darunter auch Ralf Dujmovits, Norbert Joos und Veikka Gustafsson. Im Mai 2023 verunglückte Luis Stitzinger am Kangchendzönga tödlich.

## Khangchendzonga-Nationalpark
Im indischen Khangchendzonga-Nationalpark, der 1977 gegründet wurde und eine Fläche von 849 Quadratkilometer bedeckt, kommen fünf verschiedene Arten von gebirgsbewohnenden Ziegenartigen vor. Der Park beherbergt Seraue, Gorale, Himalaya-Tahre, Blauschafe und Tibetische Argalis. Der Park wurde 2016 zum UNESCO-Welterbe erklärt.

## Weblinks

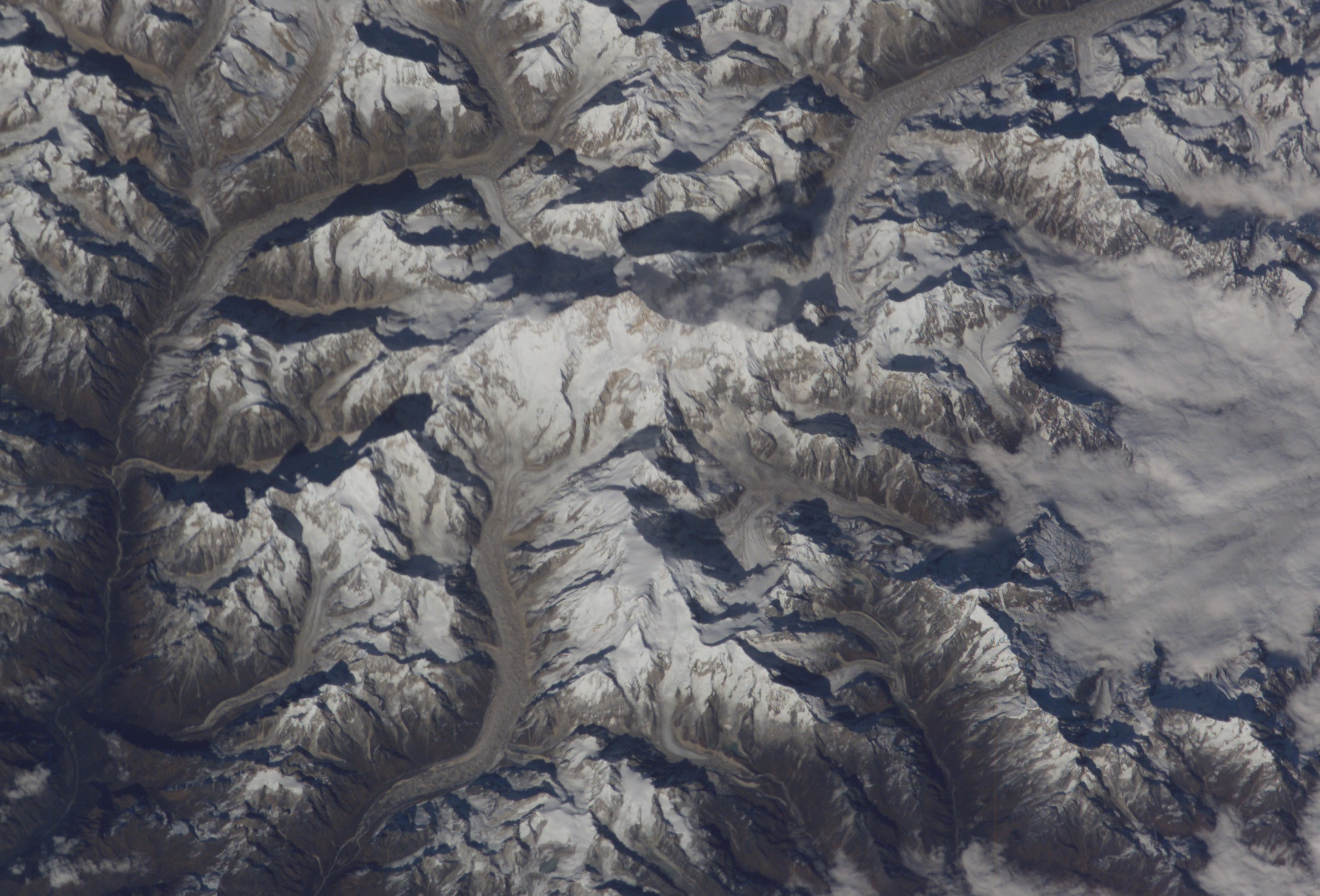
Bild von der Internationalen Raumstation mit dem Yalung-Gletscher